# Assedio di Akhulgo
L'assedio di Akhulgo fu uno scontro che si svolse dal 12 giugno al 22 agosto 1839 nell'ambito della guerra caucasica, tra dissidenti locali e l'esercito russo. Il generale russo Grabbe assediò il quartier generale di Imam Shamil posto sulla cima del monte Akhulgo. Dopo 80 giorni la rocca venne presa e quasi tutti i rivoltosi vennero uccisi, ma Shamil riuscì a sfuggire alla cattura.

## Geografia

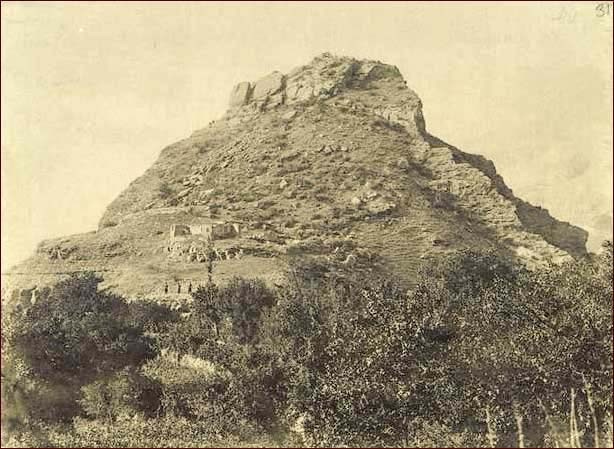
Il monte Akhulgo in una fotografia del 1845

A circa 75 km dalle coste del Mar Caspio, al punto di confluenza tra l'Andi Koysu ed il Sulak si trovano dei canyons con profonde gole che formano un'area triangolare all'interno della quale sorge il monte Akhulgo. Nel punto più stretto di questi canyon le due colline sono collegate tramite un ponte che sorge a 40 metri di altezza sul fiume Ashitla. L'area venne abitata sin dall'antichità con la presenza di due insediamenti (uno "vecchio" e uno "nuovo") sulla sommità del monte, e la costruzione di due fortezze a difesa del passaggio.

## Antefatto

### La spedizione del 1837
Con la guerra caucasica, i russi avviarono una guerra per conquistare la regione del Caucaso ed annetterla all'Impero russo.
Nel 1837 il generale Fese distrusse il villaggio di Shitla e uccise diversi fuggiaschi che si erano rifugiati nella fortezza della Vecchia Akhulgo, colpendoli coi propri cannoni posti nella torre di Surkhay. Imam Shamil ebbe poi modo di vedere le rovine di Shitla, e questo lo spinse a migliorare le fortificazioni della Nuova Akhulgo.

### La marcia
I russi pianificarono l'attacco alle fortezze di Akhulgo in una formazione composta da due colonne, una proveniente dal forte di Vnezapnaya (attuale Endirey), 45 km a nord di Akhulgo, ed una da Temir-Khan-Shura (attuale Buynaksk), 30 km ad est di Akhulgo. Shamil poteva contare sul supporto del grosso delle sue forze presso la fortezza. I russi, per evitare il canyon di Avar Koysu ad est, si portarono a sud del sito, passando quindi per Kunzakh, e poi dirigendosi a nord verso Akhulgo. La marcia ebbe inizio da Vnezapnaya il 21 maggio. Il 25 maggio riuscirono a disperdere un piccolo gruppo di dissidenti guidati dallo stesso Shamil presso Burtunay dopo un breve scontro. Si trovarono quindi di fronte il villaggio fortificato di Argouani che si presentava difficile da attaccare ma nel contempo troppo ben fortificato da sorpassare e non vi era tempo per sconfiggerlo con un assedio. Il 30–31 maggio la cittadina venne cannoneggiata dall'artiglieria russa e gli abitanti uccisi in gran parte. I russi persero nello scontro 146 uomini ed ebbero 500 feriti, a fronte di 2000 morti nemici.
L'11 giugno i russi ripararono il ponte presso Chirkata che era stato distrutto dai rivoltosi ed il 12 giugno occuparono le rovine di Ashilta a meno di un chilometro a sudovest di Akhulgo.

## L'assedio
Shamil aveva a disposizione 1000 degli originari 4000 guerriglieri al suo seguito. Il generale russo Grabbe disponeva invece di 6000 soldati russi e 3500 miliziani locali. Vedendo che la colonna a nord si trovava in una posizione pericolosa all'inizio dell'assedio, il generale diede l'ordine il 14 giugno di ritirarsi più a sud e questo si rivelò un grave errore. La notte del 18-19 giugno, infatti, i murid occuparono Ashitla senza combattere, ma ne vennero respinti già la mattina successiva.

### La presa della torre di Surkhay
All'alba del 29 giugno i cannoni russi aprirono il fuoco contro la torre di Surkhay. L'assalto vero e proprio ebbe inizio alle 9:00. L'esercito imperiale perse nell'operazione 300 uomini (dei quali 36 morti), ma i murid persero gran parte del loro esercito. I russi riuscirono a portare sulle alture dei cannoni più pesanti ed il 4 luglio iniziarono un vero e proprio bombardamento con l'intento di ridurre la fortezza in rovina e costringere i rivoltosi alla resa. I russi conclusero l'operazione in giornata con altri soli 12 morti.

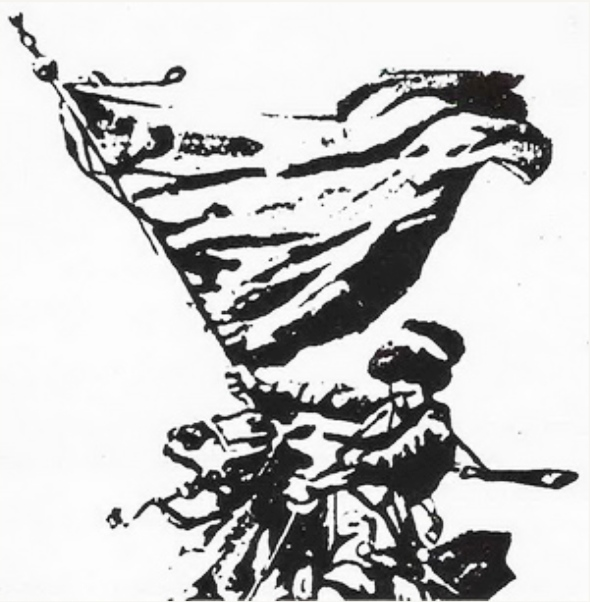
Illustrazione dell'assalto di Akhulgo, di Franz Roubaud 1891.

Il 12 luglio giunsero sul posto altri 3500 soldati russi di rinforzo per l'assedio. Grabbe disponeva a quel punto di 10 092 uomini oltre alla milizia locale. Per quanto entrambi gli schieramenti si presentassero piuttosto provati, Shamil poteva ancora contare sui rifornimenti provenienti da nord mentre Grabbe faticava a far avere ai suoi il necessario. Prima che tutto fosse perduto, i russi tentarono l'ennesimo assalto il 16 luglio sperando che si rivelasse decisivo. Grabbe divise i suoi uomini in tre colonne: la più grande avrebbe attaccato l'insediamento e la fortezza di Nuova Akhulgo (ad est), la seconda avrebbe attaccato Vecchia Akhulgo (ad ovest) e una forza più piccola sarebbe entrata nel canyon di Ashitla. I bombardamenti del sito continuarono sino alle 14:00, e lo spostamento delle truppe iniziò alle 17:00. La colonna ad est si trovò di fronte una resistenza non calcolata e si salvò solo grazie al calar della sera. La colonna centrale venne costretta a ritirarsi dopo il fuoco incrociato proveniente dall'alto. La colonna ad ovest concluse ben poco nella Vecchia Akhulgo. L'attacco si rivelò un fallimento. I russi persero 156 uomini sul campo ed ebbero 719 feriti, ma anche i difensori persero 150 uomini.
A pesare sul numero dei caduti  russi erano anche le malattie che imperversavano, dovute anche alla scarsità dei rifornimenti. Grabbe realizzò finalmente che Shamil stava ricevendo rifornimenti e rinforzi da nord e pertanto il 4 agosto concentrò i propri sforzi con due battaglioni che riuscirono ad attraversare il fiume e a piazzarsi a nord di Akhulgo per bloccare questo passaggio e costruire nel contempo una galleria sotterranea che permettesse ai soldati russi di penetrare nella parte superiore del monte, in corrispondenza del villaggio fortificato di Nuova Akhulgo. La posizione di Shamil andò compromettendosi, circondato e minacciato ora da ogni lato, senza più cibo né acqua né legna per il fuoco. Vennero tentati dei negoziati ma senza esito positivo.
Grabbe lanciò un quarto assalto il 17 agosto. Le tre colonne incapparono in un nuovo fallimento che portò ad altri 102 morti, 162 feriti e 293 contusi dalle cadute nel tentativo di scalare la montagna. Shamil aveva però perso gran parte dei suoi uomini. Fece portare la bandiera bianca da suo figlio di appena 8 anni. Jamalu'd-din venne inviato come ostaggio a San Pietroburgo ed educato come ufficiale dell'esercito russo, e nel 1855 venne scambiato per due principesse georgiane e rimandato in patria. Il giorno successivo il generale Pullo venne ammesso alla fortezza per i negoziati, ma era chiaro che Shamil non intendesse realmente accondiscendere alle dure richieste dei russi per la resa.

### L'assalto finale

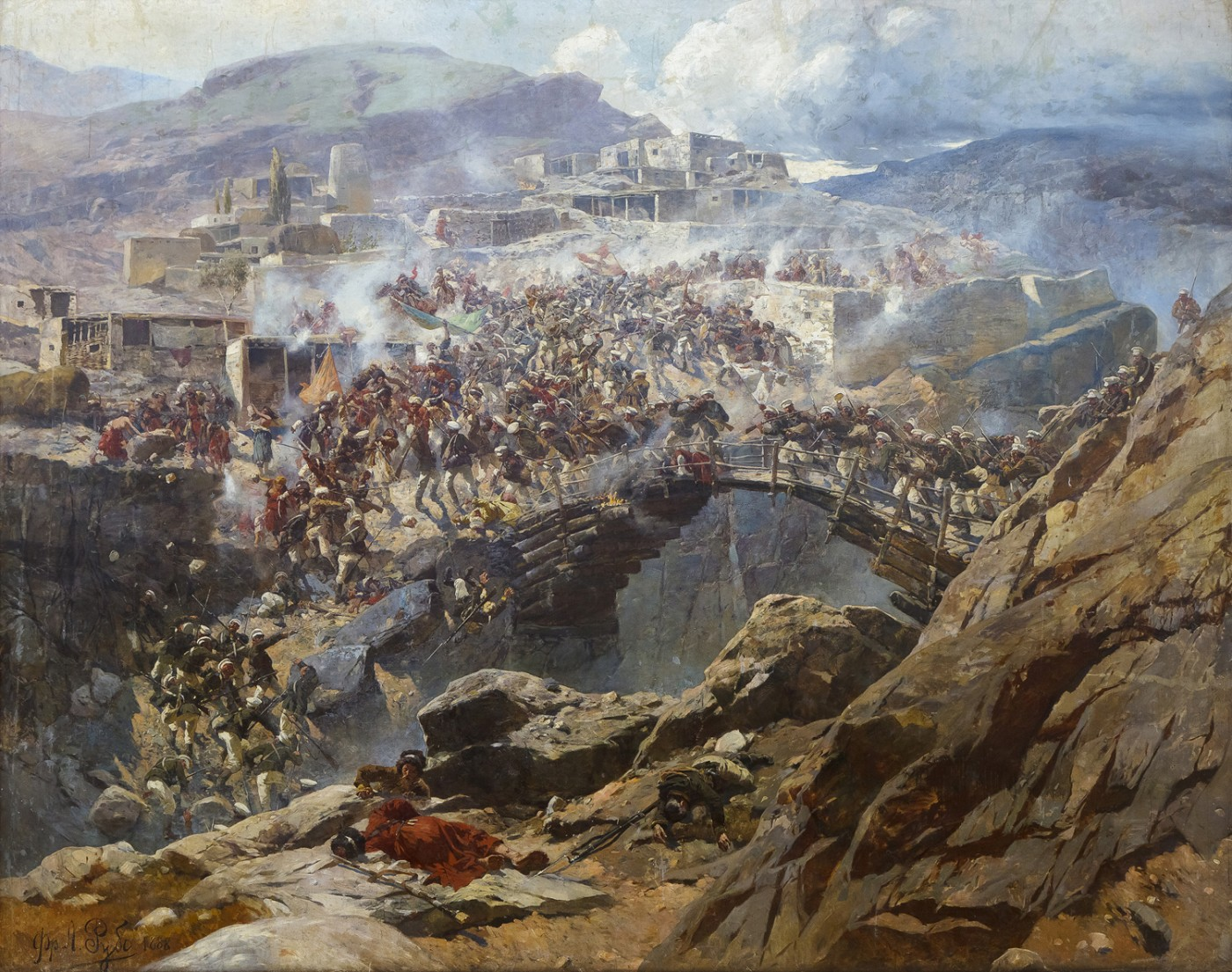
I difensori fuggono da Nuova Akhulgo in direzione della Vecchia Akhulgo attraversando il ponte

Un quinto assalto ebbe inizio il 21 agosto e fallì nuovamente. La mattina successiva, l'attacco riprese. I russi non incontrarono quasi resistenza e presero possesso di Nuova Akhulgo e notarono che gran parte dei loro nemici si stavano precipitando in direzione della Vecchia Akhulgo. La colonna guidata dal generale Tarasevich riuscì a prendere possesso del ponte di collegamento tra i due villaggi fortificati. Due giorni di combattimenti costarono ai russi 150 morti e 494 feriti. Tra i morti di quella giornata vi fu anche la cornetta georgiana David Gurieli, ultimo principe di Guria. Dal momento che quanti erano riusciti a rifugiarsi nella rocca antica si rifiutavano di arrendersi all'esercito russo, i massacri continuarono per una settimana ancora, casa per casa, coinvolgendo anche donne e bambini con ogni mezzo possibile, comprese le pietre. Lo stesso generale Tarasevich morì nello scontro. Più di 1000 furono i cadaveri dei rivoltosi ritrovati sul campo, e vennero presi 900 prigionieri, in gran parte donne, bambini e vecchi. Il 29 agosto le due rocche vennero dichiarate prese dai russi dopo 80 giorni di assedio, 512 morti, 1722 feriti e 694 contusi, oltre a diversi malati. I russi ricercarono incessantemente il corpo dell'imam Shamil che però riuscì a fuggire prima della fine degli scontri.

## La memoria
Il governo imperiale russo fece realizzare una medaglia apposita per la presa di Akhulgo.
Lo scrittore francese Alexandre Dumas parlò dell'assedio di Akhulgo nella sua opera Caucaso.